# 弗里艾兹
弗里艾兹（法語：Friaize，法語發音：[fʁijɛz]）是法国厄尔-卢瓦省的一个市镇，属于诺让勒罗特鲁区。

## 地理
弗里艾兹（48°25'53"N, 1°8'3"E）面积10.53 平方千米，位于法国中央-卢瓦尔河谷大区厄尔-卢瓦省，该省份为法国北部内陆省份，北起顺时针与厄尔省、伊夫林省、埃松省、卢瓦雷省、卢瓦-谢尔省、萨尔特省和奧恩省接壤。
与弗里艾兹接壤的市镇（或旧市镇、城区）包括：勒蒂约兰。
弗里艾兹的时区为UTC+01:00、UTC+02:00（夏令时）。

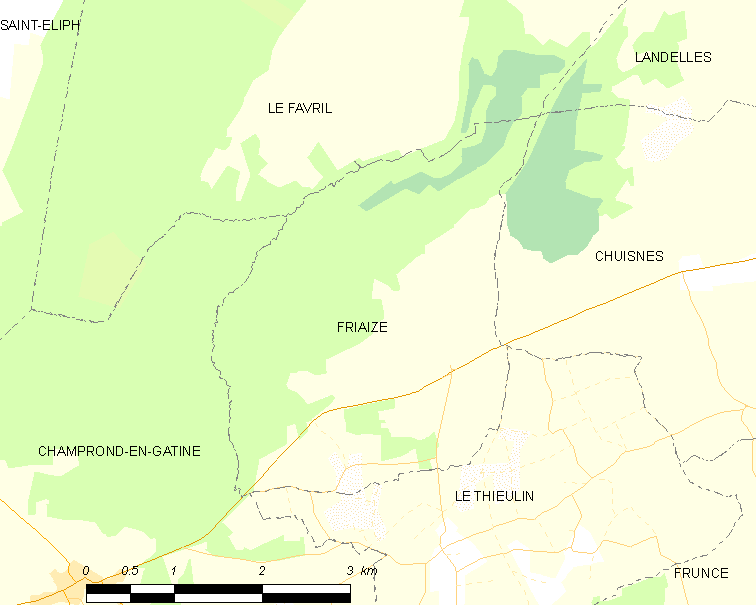
弗里艾兹的OSM定位图

## 行政
弗里艾兹的邮政编码为28240，INSEE市镇编码为28166。

## 政治
弗里艾兹所属的省级选区为伊利耶孔布赖县。

## 人口

1962-2008年间弗里艾兹人口变化图示

弗里艾兹于2022年1月1日时的人口数量为261人。